# Zachariah Cantey Deas

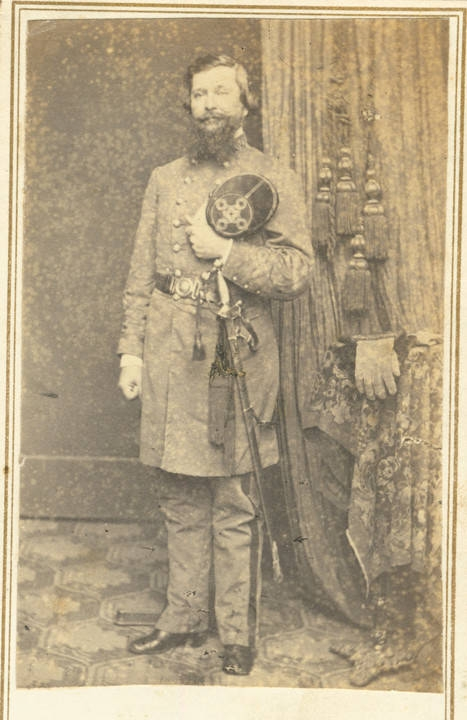
Zachariah Cantey Deas

Zachariah Cantey Deas (* 25. Oktober 1819 in Camden, South Carolina; † 3. März 1882 in New York City) war ein Brigadegeneral der Armee der Konföderierten Staaten von Amerika im Sezessionskrieg.

## Leben
In seiner Jugend zog die Familie nach Mobile, Alabama. Deas diente im Amerikanisch-Mexikanischen Krieg. Anschließend kam er als Baumwollhändler zu finanziellem Wohlstand. Mit diesem Geld rüstete Zachariah Cantey Deas nach dem Austritt Alabamas aus der Union das 22nd Alabama Infantry Regiment auf eigene Kosten aus. Als Kommandeur des Regimentes führte Deas in der Schlacht von Shiloh kurzzeitig nach der Verwundung General Gladdens dessen Brigade. Deas wurde im weiteren Schlachtverlauf selbst schwer verwundet. Nach seiner Genesung diente er unter Braxton Bragg während dessen Invasion in Kentucky. Am 13. Dezember 1862 wurde Deas zum Brigadegeneral befördert.
Seine Brigade, bestehend aus 5 Regimentern aus Alabama kämpfte in den Schlachten von Murfreesboro und Chickamauga, wo seine Soldaten 17 Geschütze der Nordstaaten erobern konnte. Weitere Stationen waren die Schlacht von Chattanooga und allen weiteren Gefechten unter Beteiligung der Army of Tennessee, bis ihn im Frühjahr 1865 eine Krankheit zwang sein Kommando niederzulegen.
Nach dem Krieg ließ sich Deas in New York City nieder und nahm seine frühere Tätigkeit als Händler an der Börse wieder auf. Sein Grab befindet sich auf dem Woodlawn Cemetery.